# Parunguis boneti
Parunguis boneti är en mångfotingart som beskrevs av Chamberlin R. 1943. Parunguis boneti ingår i släktet Parunguis och familjen småjordkrypare. Inga underarter finns listade i Catalogue of Life.